# Edgware (stanice metra v Londýně)
Edgware je stanice metra v Londýně, otevřená 18. srpna 1924. Navrhl ji Stanley Heaps.
27. července 1946 řidič metra James Lofting včas nezabrzdil a narazil do překážky. Zemřel jen on. V letech 2008-2009 proběhla modernizace stanice. Stanice má výtah. Autobusovou dopravu zajišťují linky 32, 79, 107, 113, 142, 186, 204, 221, 240, 251, 288, 292, 303, 305, 340 a noční linky N5, N16 a N113. Stanice se nachází v přepravní zóně 5 a leží na lince:
- Northern Line (zde linka končí, před touto stanicí je Burnt Oak)

| Rok  | Počet cestujících |
| ---- | ----------------- |
| 2011 | 4,37 mil          |
| 2012 | 4,08 mil          |
| 2013 | 4,09 mil          |
| 2014 | 4,59 mil          |